# Freedom (Maine)
Freedom ist eine Town im Waldo County des Bundesstaates Maine in den Vereinigten Staaten. Im Jahr 2020 lebten dort 711 Einwohner in 363 Haushalten auf einer Fläche von 57,55 km².

## Geographie
Nach dem United States Census Bureau hat Freedom eine Gesamtfläche von 57,55 km², von der 55,74 km² Land sind und 1,81 km² aus Gewässern bestehen.

### Geographische Lage
Freedom liegt im Westen des Waldo Countys und grenzt im Westen an das Kennebec County. Der größte See auf dem Gebiet der Town ist der Sandy Pond im Nordosten. Es gibt weitere kleinere Seen in dem Gebiet. Die Oberfläche ist leicht hügelig, der 262 m hohe Sandford Hill ist die höchste Erhebung der Town.

### Nachbargemeinden
Alle Entfernungen sind als Luftlinien zwischen den offiziellen Koordinaten der Orte aus der Volkszählung 2010 angegeben.
- Norden: Unity, 8,9 km
- Nordosten: Knox, 11,6 km
- Osten: Montville, 8,8 km
- Süden: Palermo, 12,0 km
- Westen: Albion, Kennebec County, 9,7 km

### Stadtgliederung
In Freedom gibt es mehrere Siedlungsgebiete: Freedom ehemals Hussey's Mills, Freedom Town House, Gregorys Corner, Hutchins, Hutchins Corner, Sibley Corner, Smithton, South Freedom, Thurstons Corner, Webber Neighborhood und West Freedom.

### Klima
Die mittlere Durchschnittstemperatur in Freedom liegt zwischen −7,8 °C (18 °F) im Januar und 20,0 °C (68 °F) im Juli. Damit ist der Ort gegenüber dem langjährigen Mittel der USA um etwa 9 Grad kühler. Die Schneefälle zwischen Oktober und Mai liegen mit bis zu zweieinhalb Metern mehr als doppelt so hoch wie die mittlere Schneehöhe in den USA; die tägliche Sonnenscheindauer liegt am unteren Rand des Wertespektrums der USA.

## Geschichte
Freedom gehörte zum Plymouth-Patent. Erster Siedler in dem Gebiet war der ehemalige Soldat im Amerikanischen Unabhängigkeitskrieg Stephen Smith, der 1794 eine Lichtung in den Wald schlug. Mit Hilfe seiner Brüder baute er in diesem Jahr das erste Haus in dem Gebiet. Zunächst wurde die Plantation Smithton nach Stephen Smith, später Beaver Hill genannt. Als das Gebiet am 11. Juni 1813 als Town organisiert wurde, erhielt es den Namen Freedom, um in der Zeit des Britisch-Amerikanischen Krieges ein politisches Zeichen zu setzen.
In Freedom befanden sich kurz nach der Gründung viele Sägewerke und Schrotmühlen, von der die Mill at Freedom Falls bis heute erhalten ist und unter Denkmalschutz gestellt wurde. In dem Gebäude befindet sich heute ein Restaurant. Der Sandy Pond ist ein Stausee, der als Mühlengewässer angelegt wurde, aber auch ein gutes Fischgewässer mit Barsch, Hecht und Bass ist.
Die Schule Freedom-Academy befand sich von 1836 bis 1957 in Freedom, bis sie durch ein Feuer zerstört wurde. Danach befand sich die Strawberry Fields School in Freedom. Heute besitzt Freedom keine eigene Schule, sondern gehört zur Regional School Unit #3 und nutzt die Schulen des Bezirkes.

### Einwohnerentwicklung
| Volkszählungsergebnisse – Town of Freedom, Maine | Volkszählungsergebnisse – Town of Freedom, Maine | Volkszählungsergebnisse – Town of Freedom, Maine | Volkszählungsergebnisse – Town of Freedom, Maine | Volkszählungsergebnisse – Town of Freedom, Maine | Volkszählungsergebnisse – Town of Freedom, Maine | Volkszählungsergebnisse – Town of Freedom, Maine | Volkszählungsergebnisse – Town of Freedom, Maine | Volkszählungsergebnisse – Town of Freedom, Maine | Volkszählungsergebnisse – Town of Freedom, Maine | Volkszählungsergebnisse – Town of Freedom, Maine |
| Jahr                                             | 1800                                             | 1810                                             | 1820                                             | 1830                                             | 1840                                             | 1850                                             | 1860                                             | 1870                                             | 1880                                             | 1890                                             |
| ------------------------------------------------ | ------------------------------------------------ | ------------------------------------------------ | ------------------------------------------------ | ------------------------------------------------ | ------------------------------------------------ | ------------------------------------------------ | ------------------------------------------------ | ------------------------------------------------ | ------------------------------------------------ | ------------------------------------------------ |
| Einwohner                                        |                                                  |                                                  | 788                                              | 867                                              | 1153                                             | 948                                              | 849                                              | 716                                              | 652                                              | 510                                              |
| Jahr                                             | 1900                                             | 1910                                             | 1920                                             | 1930                                             | 1940                                             | 1950                                             | 1960                                             | 1970                                             | 1980                                             | 1990                                             |
| Einwohner                                        | 479                                              | 780                                              | 460                                              | 422                                              | 492                                              | 466                                              | 406                                              | 373                                              | 458                                              | 593                                              |
| Jahr                                             | 2000                                             | 2010                                             | 2020                                             | 2030                                             | 2040                                             | 2050                                             | 2060                                             | 2070                                             | 2080                                             | 2090                                             |
| Einwohner                                        | 645                                              | 719                                              | 711                                              |                                                  |                                                  |                                                  |                                                  |                                                  |                                                  |                                                  |

## Kultur und Sehenswürdigkeiten

### Bauwerke
In Freedom wurden mehrere Bauwerke unter Denkmalschutz gestellt und ins National Register of Historic Places aufgenommen.
- Keen Hall, 2017 unter der Register-Nr. 100001242.[10]
- Mill at Freedom Falls, 2012 unter der Register-Nr. 12000228.[11] Die historische Mühle wurde 1834 als Getreidemühle erbaut und 1894 zu einem Betrieb umgebaut, in dem Werkzeuggriffe und andere Gegenstände hergestellt wurden. Im Jahr 1969 wurde die Mühle, die auch als Schulgebäude diente, stillgelegt. Heute wird hier das Restaurant „The Lost Kitchen“ betrieben.

## Wirtschaft und Infrastruktur

### Verkehr
Durch den Norden von Freedom verläuft in westöstlicher Richtung die Maine Street 137.

### Öffentliche Einrichtungen
Es gibt keine medizinischen Einrichtungen in Freedom. Die nächstgelegenen befinden sich in Waterville.
Freedom besitzt keine eigene Bücherei. Die nächstgelegenen befinden sich in Union, Liberty und Albion.

### Bildung
Freedom gehört mit Brooks, Jackson, Knox, Liberty, Monroe, Montville, Thorndike, Troy, Unity und Waldo zur RSU #3.
Im Schulbezirk werden folgende Schulen angeboten:
- Monroe Elementary School in Monroe
- Morse Memorial Elementary School in Brooks
- Mount View Elementary in Thorndike
- Mount View Middle School in Thorndike
- Mount View High School in Thorndike
- Troy Elementary in Troy
- Unity School in Unity
- Walker Elementary in Liberty

## Persönlichkeiten

### Söhne und Töchter der Stadt
- Daniel F. Davis (1843–1897), Politiker, Gouverneur von Maine
- George Willard Coy (1836–1915), Erfinder und Unternehmer